# Khāţereh
Khāţereh (persiska: خاتِرِۀ فَرَج, خاطره, Khātereh-ye Faraj) är en ort i Iran.   Den ligger i provinsen Lorestan, i den västra delen av landet, 400 km sydväst om huvudstaden Teheran. Khāţereh ligger 1 041 meter över havet och antalet invånare är 844.
Terrängen runt Khāţereh är kuperad söderut, men norrut är den bergig. Khāţereh ligger nere i en dal. Runt Khāţereh är det ganska tätbefolkat, med 72 invånare per kvadratkilometer. Närmaste större samhälle är Sarāb-e Dowreh, 19,4 km sydost om Khāţereh. Omgivningarna runt Khāţereh är i huvudsak ett öppet busklandskap.